# Marja

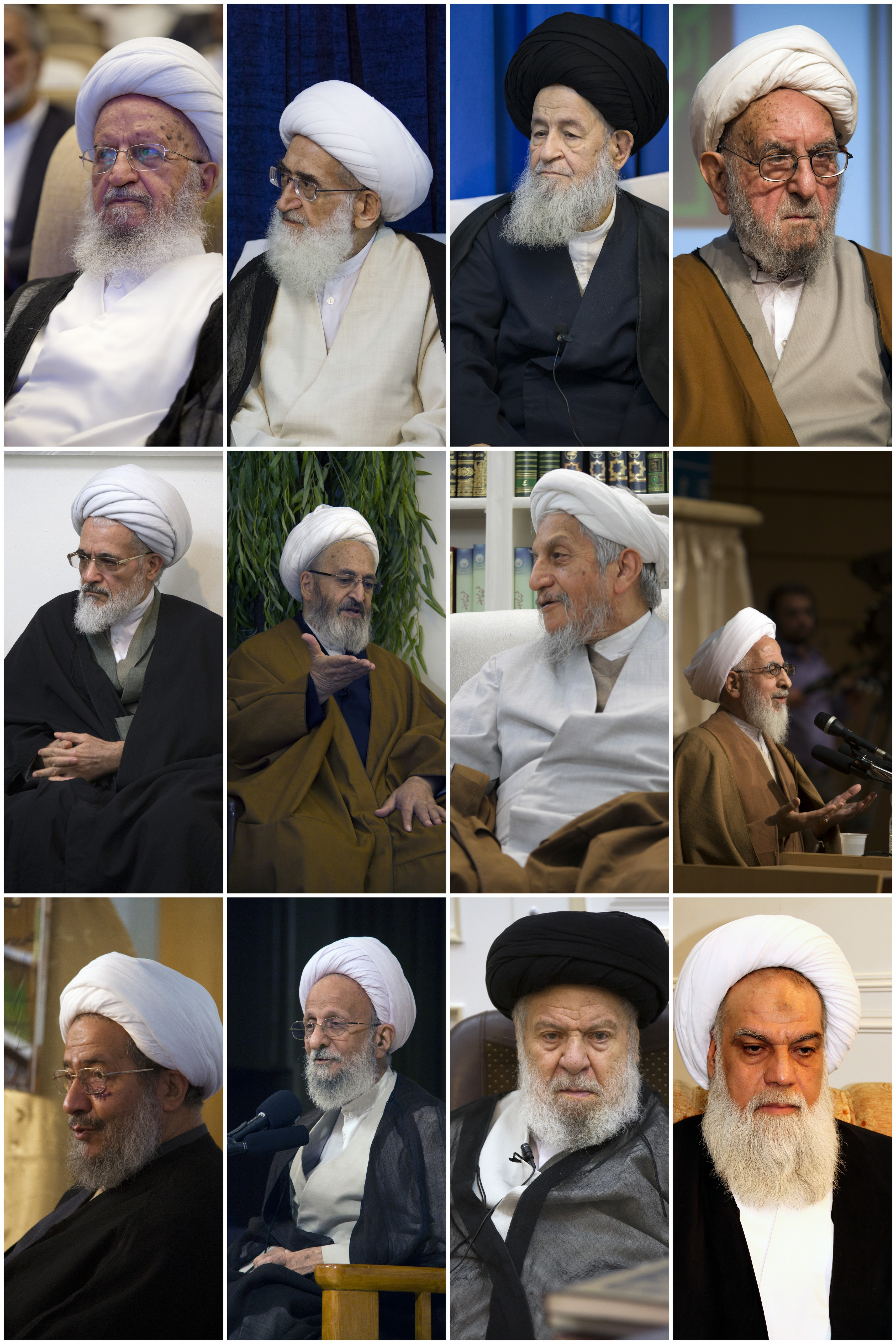

Marja' (em árabe e persa: مرجع ; plural: maraji) é uma alta autoridade do Islão xiita a um grande aiatolá com a competência de emitir decisões legais no contexto da Xaria, a lei islâmica, para fieias e outros clérigos menores. 
No Iraque, quatro grandes aiatolás de primeiro plano constituem a instituição religiosa Hawza Ilmiyyah em Najafe, o importante seminário para a formação de clérigo xiita. Os iranianos têm a sua própria instituição em Qom.
Exemplos
- Seyed Reza Hosseini Nassab
- Ali Khamenei é considerado também um aiatolá
- Hussein Ali Montazeri
- Ruhollah Khomeini